# Белліно-Фендеріх
«Белліно-Фендеріх» — одеське промислове товариство, яке займалося виробництвом машин, та суднобудівництвом.

## Історія
У 1810 році Себастьян Фендеріх і його дружина Христина відкрили невеликий магазин на Олександрівському проспекті Одеси. Пізніше в справу вступив чоловік їх дочки — Адольф Белліно. Спочатку фірма вела посудній-галантерейну торгівлю, але з кінця 50-х років XIX століття переорієнтувалася на торгівлю землеробськими машинами і знаряддями. Для їх ремонту було створено майстерню.
У 1857 році було засновано механічний, чавуноливарний та суднобудівний завод. У 1879 з метою розширення виробництва було створено пайове товариство «Белліно-Коммерель», власне завод отримав назву Новоросійський механічний та чавуноливарний завод. Правління товариства, до складу якого входили Г. Коммерель, Г. Ган та К. Кун, також розміщувалось в Одесі. Крім власне заводу, товариству належав одеський елінг для піднімання кораблів на ремонт, збудований на кошти правління на землі, одержаній у концесію від царського уряду Російської імперії. Основний капітал товариства — 600 тисяч рублів. Товариство виконувало роботи на замовлення Морського міністерства, приватних осіб та організацій, виготовляло широкий асортимент металовиробів, машин та механізмів, промислового устаткування, землеробських, агрономічних та сільськогосподарських знарядь праці. Діяльність товариства активно сприяла становленню виробничих традицій української важкої індустрії. Наприкінці ХІХ століття товариству належало дві ділянки за сучасними адресами Приморська вул., 47 та 40. Головні виробничі міцності були розташовані на Приморській, 47, також за ділянкою № 40 у порту був розташований елінг.
Наприкінці ХІХ століття та на початку ХХ століття на підприємстві працювало 500—700 осіб, воно було найбільшим механічним заводом у Одесі.
Після революції 1917 року завод перейменовано на машинобудівний завод імені Леніна. Завод виробляв різні речі, але поступово виробництво верстатів стало головною діяльністю підприємства. Упродовж 1920 — 1930-х років завод було модернізовано, розширено існуючі та споруджено нові корпуси. З початком Другої світової війи, у 1941 році обладнання було евакуйовано до міста Стерлітамак. Після закінчення Другої світової війни спеціалісти повернулись у Одесу, але заводу виділили ділянку на Бугаївці, де було споруджено корпуси і наново обладнано. Колишні виробничі корпуси на Приморській вулиці було віддано судоремонтному заводу № 1.